# Gateways to Annihilation
Gateways to Annihilation címmel jelent meg az amerikai death metal együttes Morbid Angel hatodik nagylemeze 2000. október 17-én az Earache Records gondozásában. A zenekar valamint Jim Morris producerkedésével készült album borítóját az a Dan Seagrave festette, aki korábban már dolgozott az együttessel. A lemezen ismét hallható volt Erik Rutan aki az 1995-ös Domination korongon játszott korábban. Rutan ismét kivette részét a dalszerzésből, a He Who Sleeps és az Awakening szerzemények teljes mértékben az ő dalai. Ez volt az első olyan Morbid Angel lemez, melyre Steve Tucker is írt dalszöveget.
Zeneileg egy középtempós lemez született, szemben az utóbbi Formulas Fatal to the Flesh albummal, melyre szinte kivétel nélkül csak gyors dalok kerültek fel.
A korong lényegesen jobb kritikákat kapott, mint elődje, az AllMusic négy csillaggal jutalmazta a lehetséges ötből, és kifejtette, hogy az anyag nemcsak az újabb, de a régebbi rajongókat is képes meggyőzni, emellett úgy jellemezte a zenekart, mint egy „megalkuvást nem ismerő death metal gépezetet”.
A Sputnikmusic már kevésbé lelkes kritikát közölt, kifogásolva a dobhangzást és Tucker énekteljesítményét. A metal-archives 92 százalékosra értékelte a lemezt, és kijelentette, hogy az első három lemez óta nem született ilyen erős Morbid Angel album. Az anyag minőségét nagymértékben Erik Rutan visszatéréséhez köti a lemezismertető, kifejtve, hogy az anyag hangulatában nagymértékben  idézi a Blessed Are the Sick albumot.
A megjelenést követően Steve Tucker elhagyta a zenekart, helyére Jared Anderson készült. Ő azonban nem készített lemezt a Morbid Angel tagjaként, ugyanis a következő, 2003-ban megjelent Heretic albumon már ismét Tucker volt hallható. A Gateways to Annihilation turnéja során az együttes olyan zenekarokkal adott koncerteket az Amerikai Egyesült Államokban, mint a Pantera vagy a Slayer.

## Számlista
1. Kawazu (Trey Azagthoth) – 0:35
2. Summoning Redemption (Azagthoth, Steve Tucker) – 7:16
3. Ageless, Still I Am (Azagthoth, Tucker) – 5:18
4. He Who Sleeps (Tucker) – 4:04
5. To the Victor the Spoils (Azagthoth, Tucker) – 3:43
6. At One with Nothing (Azagthoth, Tucker) – 4:33
7. Opening of the Gates (Azagthoth, Tucker) – 5:15
8. Secured Limitations (Azagthoth) – 4:39
9. Awakening (Erik Rutan) – 1:21
10. I (Azagthoth, Tucker) – 3:50
11. God of the Forsaken (Rutan, Tucker) – 3:49

## Közreműködők
- Steve Tucker – basszusgitár, ének
- Trey Azagthoth – gitár, háttérvokál a Secured Limitations című dalban.
- Erik Rutan – gitár, billentyűs hangszerek
- Pete Sandoval – dob